# Дворец спорта кузнецких металлургов
Арена Кузнецких Металлургов имени О. И. Короленко — спортивный комплекс в Новокузнецке. Домашняя ледовая арена хоккейного клуба «Металлург».

## История
До 1976 года на месте современного ледового дворца находился открытый хоккейный стадион на 16 000 зрителей. Реконструкция этого объекта продолжалась 8 лет и велась силами КМК при помощи городских строительных организаций. Работа велась в три смены, без выходных. Проектирование строительства осуществлялось по ходу реконструкционных работ.
К 1984 реконструкция была закончена и на месте открытого катка появилась крытая Арена Кузнецких Металлургов.
Открытие Арены состоялось 1 октября 1984 года. Новокузнецкий «Металлург» открывал домашнюю арену матчем с Череповецким «Металлургом». Матч собрал около 11 тысяч зрителей и закончился ничьей 4:4.
Паспортная вместимость Арены — 6810 зрителя, площадь зрительского фойе — около 4000 квадратных метров, на Арене находятся 6 спортивных залов, 34 спортивные раздевалки, ресторан на 40 посадочных мест и столовая.
За время существования арены в его стенах проводились матчи чемпионатов СССР и России по хоккею с шайбой, финалы чемпионатов СССР и России по хоккею среди юношей, матчи чемпионата СССР по гандболу, чемпионат СССР по самбо, Кубок Президента России по Дзюдо, Кубок Александра Карелина по Греко-Римской борьбе, соревнования по фигурному катанию, разнообразные концертные мероприятия, международные выставки-ярмарки, в т ч проводимые компанией Кузбасская ярмарка.
В 1999 год на Арене прошёл первый в России «Матч всех звёзд». Тогда же появилась дизельная машина «Олимпия». В 2005 полностью заменили бортовую систему Арены на идентичную лучшим мировым аналогам, поставили мягкие сидения в пяти секторах, реконструировали места общественного пользования, закупили новую современную ледоуборочную машину «Замбони». В 2006 году установили новое табло из Кореи, поменяли систему освещения.
В 2008 году в ремонт Арены было вложено 70 миллионов рублей, которые позволили полностью заменить старое оборудование из холодильного цеха, и поставить итальянское и норвежское. Вместо водяного охлаждения появились кондиционеры. Опять заменили металлическое основание льда на полиэтиленовое трубы, точнее трубу, которая тянется змейкой 20 км без швов. Подо льдом проложена система, которая позволяет холоду уходить не вниз, а вверх: фольга, пенопласт, песок слоями. Теперь лёд можно морозить не по 10-15 см, а по 3-5 см.
С 1992 по 2010 на Арене Кузнецких Металлургов проходила Кузбасская ярмарка.
После закрытия чемпионата Worldskills началась реконструкция (капитальный ремонт) ДСКМ. Команда «Металлург» базируется на арене «Кузнецкий лёд».
28 декабря 2021 года Совет народных депутатов г. Новокузнецка принял постановление о присвоении Арене Кузнецких металлургов имени Олега Ивановича Короленко.
В сезоне 2023/24 на арене планировалось проведение на постоянной основе домашних матчей мини-футбольного клуба «Сиб-Транзит», проводившего свой дебютный сезон в Суперлиге. Для этого поверх ледового покрытия через термопрокладку устилался паркет. Клуб провёл в таком формате 3 матча: 2 против новосибирского «Сибиряка» 10 и 11 ноября и 1 из 2 запланированных против липецкого ЛКС. Однако в день игры против ЛКС стало известно, что арена не прошла проверку Ростехнадзора и признана не пригодной для проведения спортивных мероприятий. 2 матч против ЛКС прошёл в кемеровском ГЦС «Кузбасс» при пустых трибунах.